# Jean-Pierre Granval
Jean-Pierre Granval (10 de diciembre de 1923 – 28 de mayo de 1998) fue un actor y director teatral y cinematográfico de nacionalidad francesa.

## Biografía
Su verdadero nombre era Jean-Pierre Charles Gribouval, y nació en París, Francia, siendo sus padres Charles Granval y Madeleine Renaud, ambos actores y miembros sociétaires de la Comédie-Française. 
Además de su carrera artística en el teatro, Granval rodó cuatro producciones cinematográficas y varios telefilmes, algunas basadas en clásicos como Le Soulier de satin, Harold et Maude, El jardín de los cerezos o La Double Inconstance.
Jean-Pierre Granval falleció en 1998 en Poissy, Francia, y fue enterrado en Pennedepie.

## Teatro

### Actor
- 1946 : Hamlet, de William Shakespeare, escenografía de Jean-Louis Barrault, Théâtre Marigny
- 1946 : Les Fausses Confidences, de Pierre Carlet de Chamblain de Marivaux, escenografía de Jean-Louis Barrault, Théâtre Marigny
- 1946 : Baptiste, de Jacques Prévert y Joseph Kosma, escenografía de Jean-Louis Barrault, Théâtre Marigny
- 1947 : Les Fausses Confidences, de Pierre Carlet de Chamblain de Marivaux, escenografía de Jean-Louis Barrault, Théâtre des Célestins
- 1947 : Baptiste, de Jacques Prévert y Joseph Kosma, escenografía de Jean-Louis Barrault, Théâtre des Célestins
- 1947 : La Fontaine de jouvence, de Borís Kojnó, escenografía de Jean-Louis Barrault, Théâtre Marigny
- 1947 : El proceso, a partir de Franz Kafka, escenografía de Jean-Louis Barrault, Théâtre Marigny
- 1948 : El estado de sitio, de Albert Camus, escenografía de Jean-Louis Barrault, Théâtre Marigny
- 1948 : Occupe-toi d'Amélie, de Georges Feydeau, escenografía de Jean-Louis Barrault, Théâtre Marigny
- 1949 : Le Bossu, de Paul Féval y Auguste Anicet-Bourgeois, escenografía de Jean-Louis Barrault, Théâtre Marigny
- 1951 : Le Soulier de satin, de Paul Claudel, escenografía de Jean-Louis Barrault, Théâtre des Célestins
- 1953 : Occupe-toi d'Amélie, de Georges Feydeau, escenografía de Jean-Louis Barrault, Théâtre des Célestins
- 1955 : Intermezzo, de Jean Giraudoux, escenografía de Jean-Louis Barrault, Théâtre Marigny y Théâtre des Célestins
- 1955 : El jardín de los cerezos, de Antón Chéjov, escenografía de Jean-Louis Barrault, Théâtre des Célestins
- 1955 : Le Chien du jardinier, de Georges Neveux a partir de Félix Lope de Vega, escenografía de Jean-Louis Barrault, Théâtre Marigny
- 1955 : Occupe-toi d'Amélie, de Georges Feydeau, escenografía de Jean-Louis Barrault, Théâtre Marigny
- 1956 : El misántropo, de Molière, escenografía de Jean-Louis Barrault, Théâtre des Célestins
- 1956 : El perro del hortelano, de Félix Lope de Vega, escenografía de Jean-Louis Barrault, Théâtre des Célestins
- 1956 : Histoire de Vasco, de Georges Schehadé, escenografía de Jean-Louis Barrault, Théâtre des Célestins
- 1958 : Le Soulier de satin, de Paul Claudel, escenografía de Jean-Louis Barrault, Théâtre du Palais-Royal
- 1959 : Les Fausses Confidences, de Pierre Carlet de Chamblain de Marivaux, escenografía de Jean-Louis Barrault, Teatro del Odéon
- 1960 : El jardín de los cerezos, de Antón Chéjov, escenografía de Jean-Louis Barrault, Teatro del Odéon
- 1960 : Le Livre de Christophe Colomb, de Paul Claudel, escenografía de Jean-Louis Barrault, Teatro del Odéon
- 1960 : Occupe-toi d'Amélie, de Georges Feydeau, escenografía de Jean-Louis Barrault, Teatro del Odéon
- 1961 : Anfitrión, de Molière, escenografía de Jean-Louis Barrault, Teatro del Odéon
- 1963 : El jardín de los cerezos, de Antón Chéjov, escenografía de Jean-Louis Barrault, Teatro del Odéon
- 1965 : L'Amérique, de Max Brod a partir de Franz Kafka, escenografía de Antoine Bourseiller, Teatro del Odéon
- 1973 : Harold et Maude, de Colin Higgins, escenografía de Jean-Louis Barrault, Théâtre Récamier
- 1974 : Así habló Zaratustra, de Friedrich Nietzsche, escenografía de Jean-Louis Barrault, Théâtre d'Orsay
- 1975 : Le Livre de Christophe Colomb, de Paul Claudel, escenografía de Jean-Louis Barrault, Théâtre d'Orsay
- 1975 : Les Nuits de Paris, a partir de Nicolas Edme Restif de La Bretonne, escenografía de Jean-Louis Barrault, Théâtre d'Orsay
- 1980 : Harold et Maude, de Colin Higgins, escenografía de Jean-Louis Barrault, Théâtre d'Orsay

### Director
- 1974 : Sous le vent des îles Baléares, de Paul Claudel, Théâtre Récamier
- 1983 : Lettres d'une mère à son fils, de Marcel Jouhandeau, La Criée y Théâtre du Rond-Point
- 1984 : Pense à l’Afrique, a partir de Think of Africa, de Gordon Dryland, Théâtre du Rond-Point
- 1986 : Les Salons, de Bernard Minoret y Claude Arnaud,  Théâtre du Rond-Point

## Filmografía

### Cine
- 1959 : Maigret et l'Affaire Saint-Fiacre, de Jean Delannoy
- 1959 : Le Déjeuner sur l'herbe, de Jean Renoir

### Televisión
- 1959 : Le Testament du docteur Cordelier, de Jean Renoir
- 1972 : Les Fossés de Vincennes, de Pierre Cardinal